# Lidija Jusupova
Lidija Jusupova (Лидия Мухтаровна Юсупова), född 15 september 1961 i Groznyj, Tjetjenien, arbetar som koordinatör på den Moskva-baserade människorättsorganisationen Memorials advokatbyrå. Tidigare var Lidija Jusupova chef på Memorials kontor i Grozny. För närvarande är Jusupova i Moskva på grund av ett två år långt stipendium. 
Jusupova studerade rysk litteratur på Karatjajevo-Tjerkeskijinstitutet. Senare studerade hon juridik på Tjetjenska universitetet i Groznyj, och blev sedermera professor inom ämnet. Under det Första Tjetjenienkriget blev hon vittne till en krigstragedi och förlorade många av sina vänner, grannar, kollegor och familjemedlemmar. År 2000 under det Andra Tjetjenienkriget bestämde hon sig för att ägna sitt liv åt mänskliga rättigheter, genom att använda sina juridiska kunskaper och sin personliga erfarenhet under båda krigen. 
Jusupova börjar samla in vittnesmål från offer som utsatts för brott mot mänskliga rättigheter, och driver deras fall inför polisiära och militära myndigheter. Hon hjälper inte bara offren med juridisk hjälp, utan informerar också resten av världen om de övergrepp på mänskliga rättigheter som den ryska armén och de tjetjenska rebellerna gör. Jusupova har beskrivits som "den modigaste kvinnan i Europa" av BBC News, och representanter från människorättsorganisationer har på liknande sätt beskrivit henne som "en av de modigaste kvinnorna i Europa". Både Lidija och hennes organisation har nominerats för Nobels fredspris.
International Federation for Human Rights rapporterade att Jusupova får ta emot dödshot för sitt arbete.

## Priser
- 2004 - Martin Ennals-priset
- 2005 - Thorolf Raftos Minnespris